# 湯姆·西佛
喬治·湯瑪斯·西佛（英語：George Thomas Seaver，1944年11月17日—2020年8月31日），小名湯姆·西佛（Tom Seaver），前美國職棒大聯盟球員，外號驚人湯姆（Tom Terrific）、The Franchise（球隊棟樑），這兩個外號後來由職業美式足球運動員汤姆·布雷迪同時擁有。西佛在大聯盟打了20個球季，拿下311勝205敗，是300勝俱樂部與3000三振俱樂部的成員之一。1992年，西佛以98.8%史上最高得票率入選美國棒球名人堂，此記錄直至2016年才被小肯·葛瑞菲打破。2019年，大都會隊將花旗球場前的第126街更名為Seaver Way；體育場現在的地址是Seaver Way 41號，以紀念西佛在其職業生涯中穿的41號。

## 早年生活
西佛於1944年11月17日生於加州弗雷斯諾，西佛自孩提時便精通不少運動，包括棒球，他在就讀南加州大學時便有許多職業球隊找上門，西佛於1965年選秀被洛杉磯道奇在第10輪選中，但因為西佛要求7萬美元的簽約金，道奇選擇放棄
。原先1966年西佛將與亞特蘭大勇士隊簽約，但因簽約時間位於大學聯賽期間，違反大聯盟的規定，因此勇士隊無法留下西佛；最後由費城費城人、克里夫蘭印地安人以及紐約大都會三隊搶標，最後由大都會隊抽中簽約權。

## 大聯盟時期
西佛於1966年與大都會隊簽約，1967年升上大聯盟，繳出16勝13敗，防禦率2.76的佳績，新人年就入選明星賽，並成為首位球隊墊底卻獲選新人王的球員。1969年，成績躍升至25勝7敗，防禦率2.21，奪下勝投王並以全票贏得賽揚獎，同時也帶領大都會隊拿下當年的世界大賽冠軍。1970年4月22日西佛對聖地牙哥教士單場連續10次奪三振寫下大聯盟紀錄，單場19次三振則平了當時的紀錄。
西佛於1967至1977年效力大都會期間，勝場數曾5度超過20勝，3度獲得防禦率王及5度成為三振王，並於1969、1973、1975三季獲得賽揚獎，但1977年西佛因續約問題與球隊主席唐納·葛蘭發生摩擦，06月15日被交易到辛辛那提紅人隊，同日大都會也將主砲戴夫·金曼交易到教士，造成主場觀眾直線下降，大都會則於1982年12月16日將西佛交易回隊。後西佛則先後效力芝加哥白襪、波士頓紅襪兩隊，1986年退休。
西佛保有多項大都會隊隊史紀錄，包括198勝、2.57防禦率、主投3045.2局、2541次三振以及171完投、44完封。領先球隊裡的所有投手。綜觀隊史表現，也足以是大都會隊史最傑出球員。

## 退役後

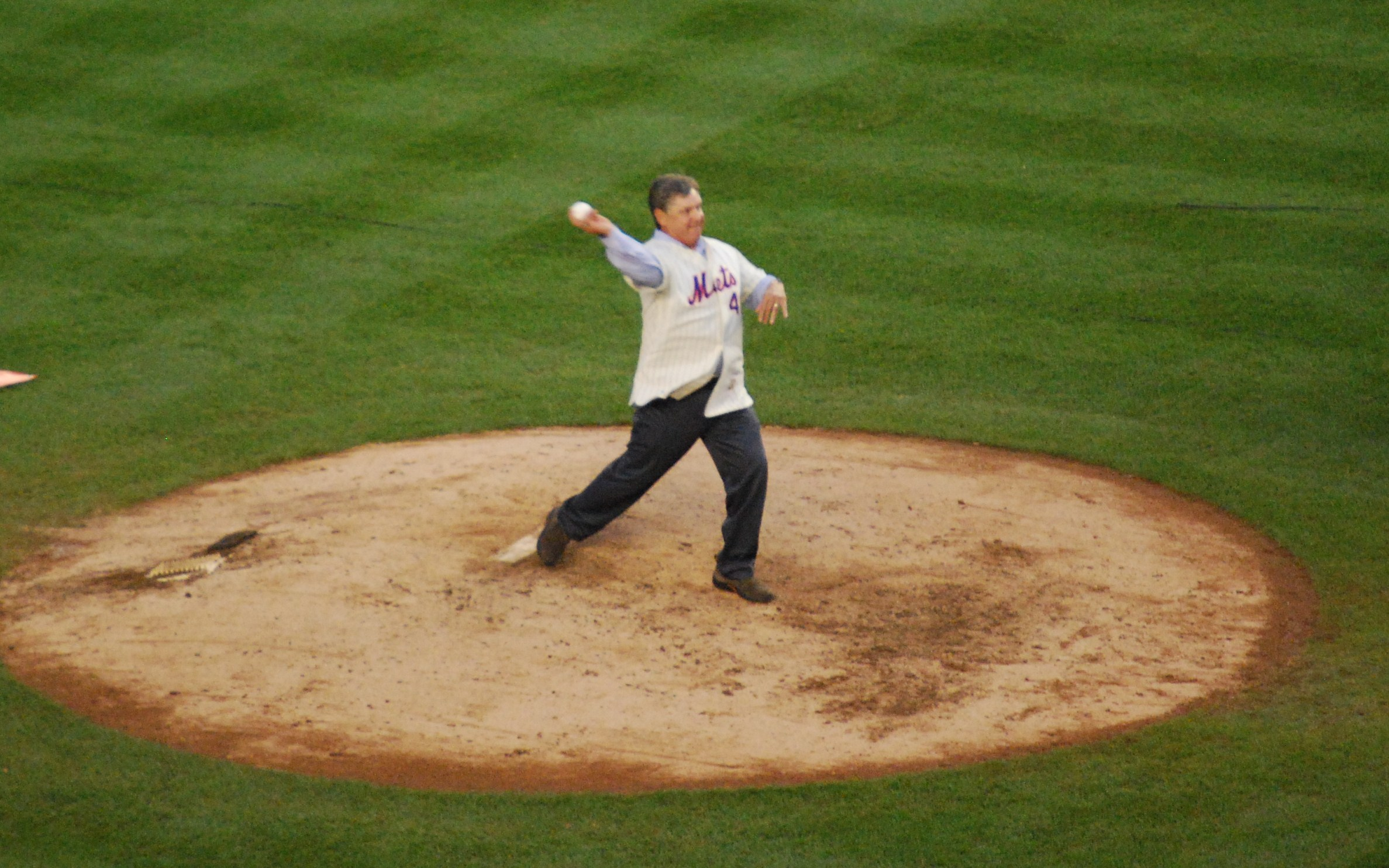
西佛於2008年為謝亞球場投出最後一球

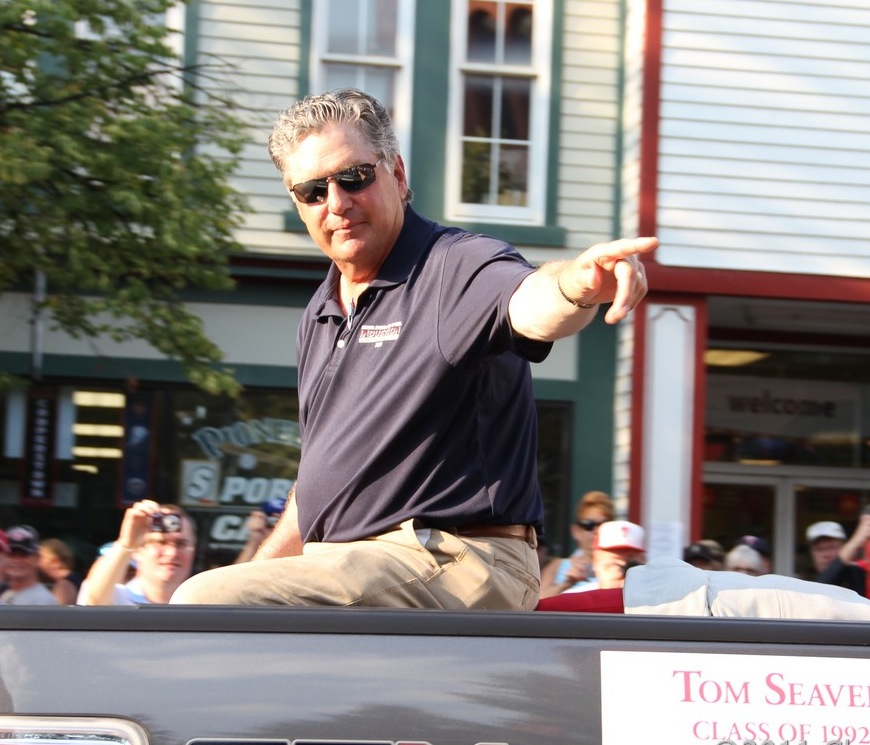
湯姆·西佛，2011年

1988年，背號41號被列入大都會隊退休背號。1992年首度獲得美國棒球名人堂投票資格，並以98.8%，當時史上最高得票率入選，1999年被The Sporting News選為史上百大傑出球員，排名第32。
2008年大都會隊前主場館謝亞球場舉行閉幕式，西佛回到現場投出謝亞球場的最後一球。
2011年65岁的西佛转而投身葡萄酒酿造业，建立了自己的Seaver家族葡萄园。

## 健康問題與逝世
2013年，西佛的記憶開始嚴重衰退，好友和作家比爾·馬登在寫書後透露：馬登比對16年和17年訪問西佛時，西佛已在17年完全忘記他的棒球生涯。2019年，家人才向外界宣布他患有阿茲海默症，從此不再露面。
2020年8月31日，西佛因失智症、萊姆病和COVID-19併發症，在家中離世，享壽75歲。

## 外部連結
- 球員資訊和成績在MLB ，ESPN ，Retrosheet ，Baseball Reference ，Baseball Reference (Minors) ，Fangraphs ，The Baseball Cube （英文）
- 湯姆·西佛在台灣棒球維基館上的頁面（繁體中文）